# Бугро, Трофим Ермилович
Трофим Ермилович Бугро (20 октября 1901, д. Новопетровка, Тамбовская губерния — 1991, Липецк) — председатель колхоза «Прогресс» Добринского района Воронежской области. Герой Социалистического Труда (1948).

## Биография
Трофим Ермилович Бугро родился 20 октября 1901 года в деревне Новопетровка (ныне — в Добринском районе Липецкой области).
В 1928 году вступил в сельскохозяйственную коммуну. В 1935 году назначен председателем колхоза «Прогресс» Добринского района, который возглавлял до выхода на пенсию в 1959 году. В 1939 году колхоз был награждён золотой медалью всесоюзной выставки ВДНХ.
В 1947 году руководимый им колхоз собрал 609,36 центнеров сахарной свеклы с каждого гектара на участке площадью 17,2 гектара. За эти выдающиеся трудовые успехи был удостоен в 1948 году звания Героя Социалистического Труда.
В 1959 году вышел на пенсию. Скончался в 1991 году.

## Награды
- Герой Социалистического Труда — указом Президиума Верховного Совета СССР от 7 мая 1948 года
- Орден Ленина